# Petricola lithophaga
Petricola lithophaga är en musselart som först beskrevs av Anders Jahan Retzius 1786.  Petricola lithophaga ingår i släktet Petricola och familjen Petricolidae. Inga underarter finns listade i Catalogue of Life.